# Cerkiew św. Paraskewy w Myscowej
Cerkiew św. Paraskewy w Myscowej – dawna łemkowska cerkiew greckokatolicka w Myscowej postawiona w 1796.
Obecnie rzymskokatolicki kościół filialny parafii w Polanach.
Obiekt wpisany na listę zabytków w 1985.

## Historia
Cerkiew parafialna w Myscowej istniała już w 1581. Obecna została zbudowana w 1796 w miejscu poprzedniej, którą rozebrano w połowie XVIII w. W 1949 przejęta przez kościół rzymskokatolicki.

## Architektura i wyposażenie
Budynek jest murowany, otynkowany i posiada dach kryty blachą.
Po przejęciu cerkwi przez rzymskich katolików duże fragmenty zachowanego ikonostasu rozstawiono po całym wnętrzu świątyni: środkowe ikony namiestne umieszczono w ołtarzach bocznych, zewnętrzne ikony namiestne i diakońskie wrota w tylnej ścianie sanktuarium, rząd Deesis na chórze. Pozostał także ołtarz z baldachimem. Duża część ikonostasu (tzw. carskie wrota) zostały wywiezione do kościoła w Desznicy.

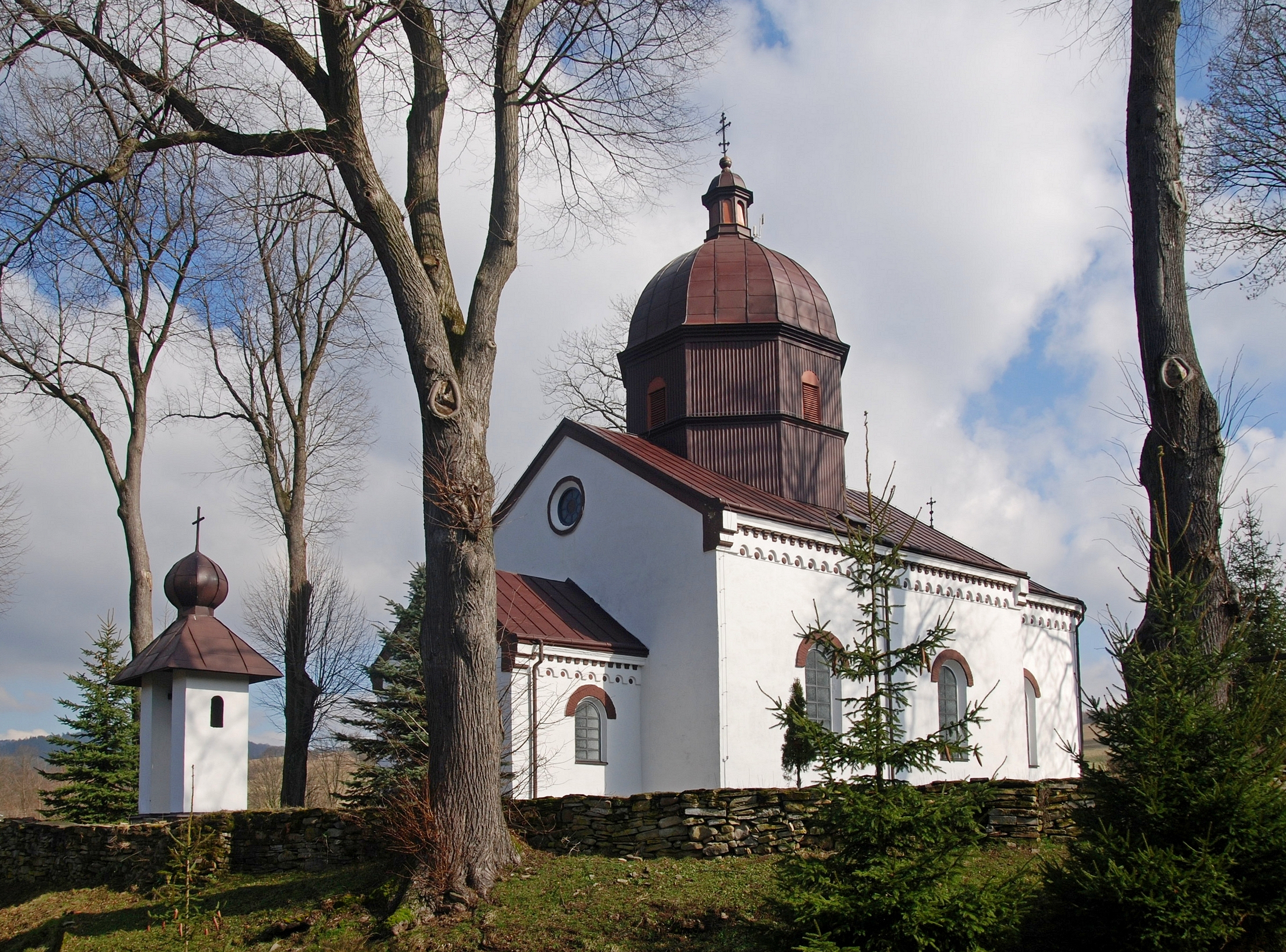
Widok od frontu
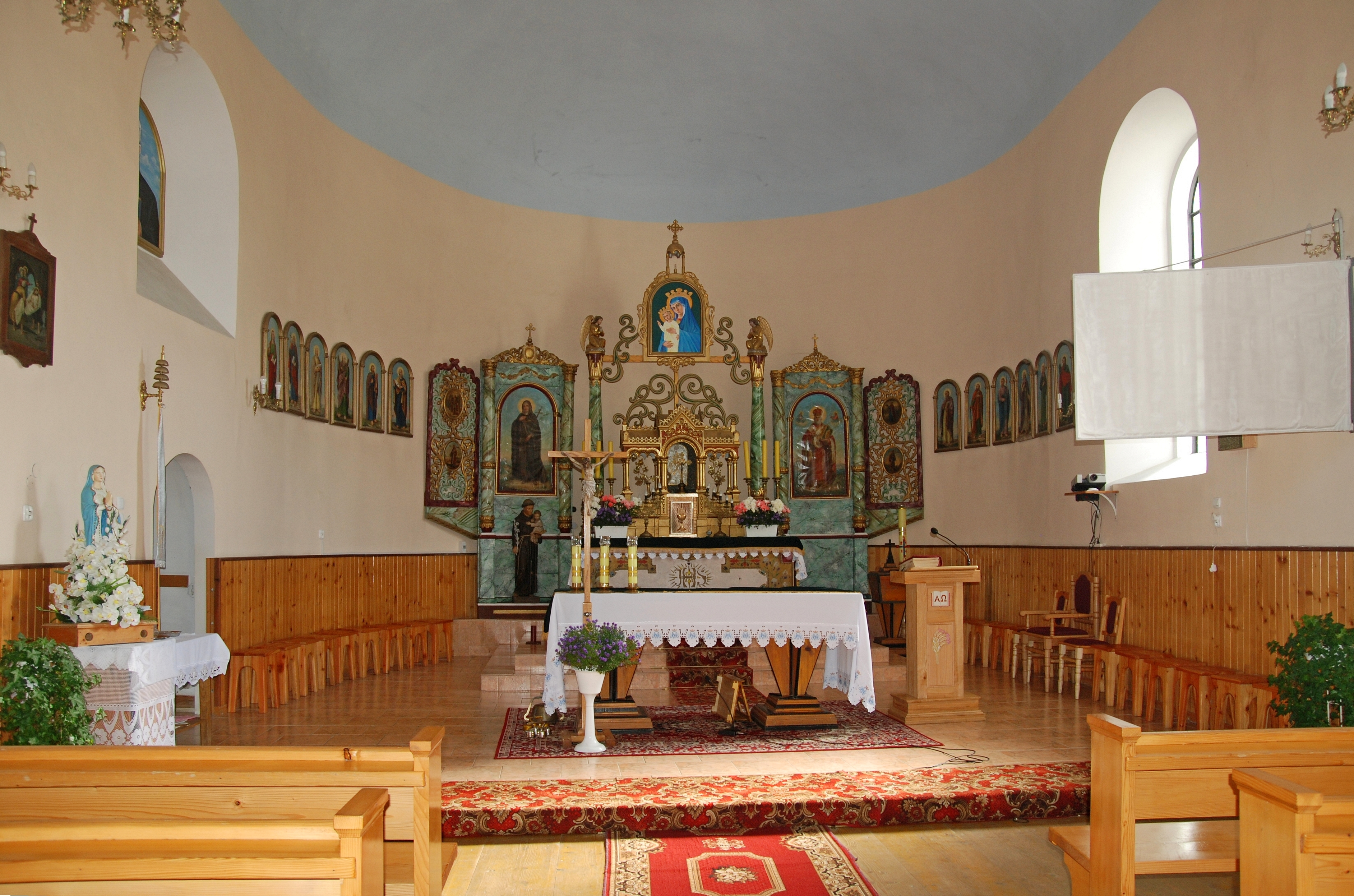
Wnętrze
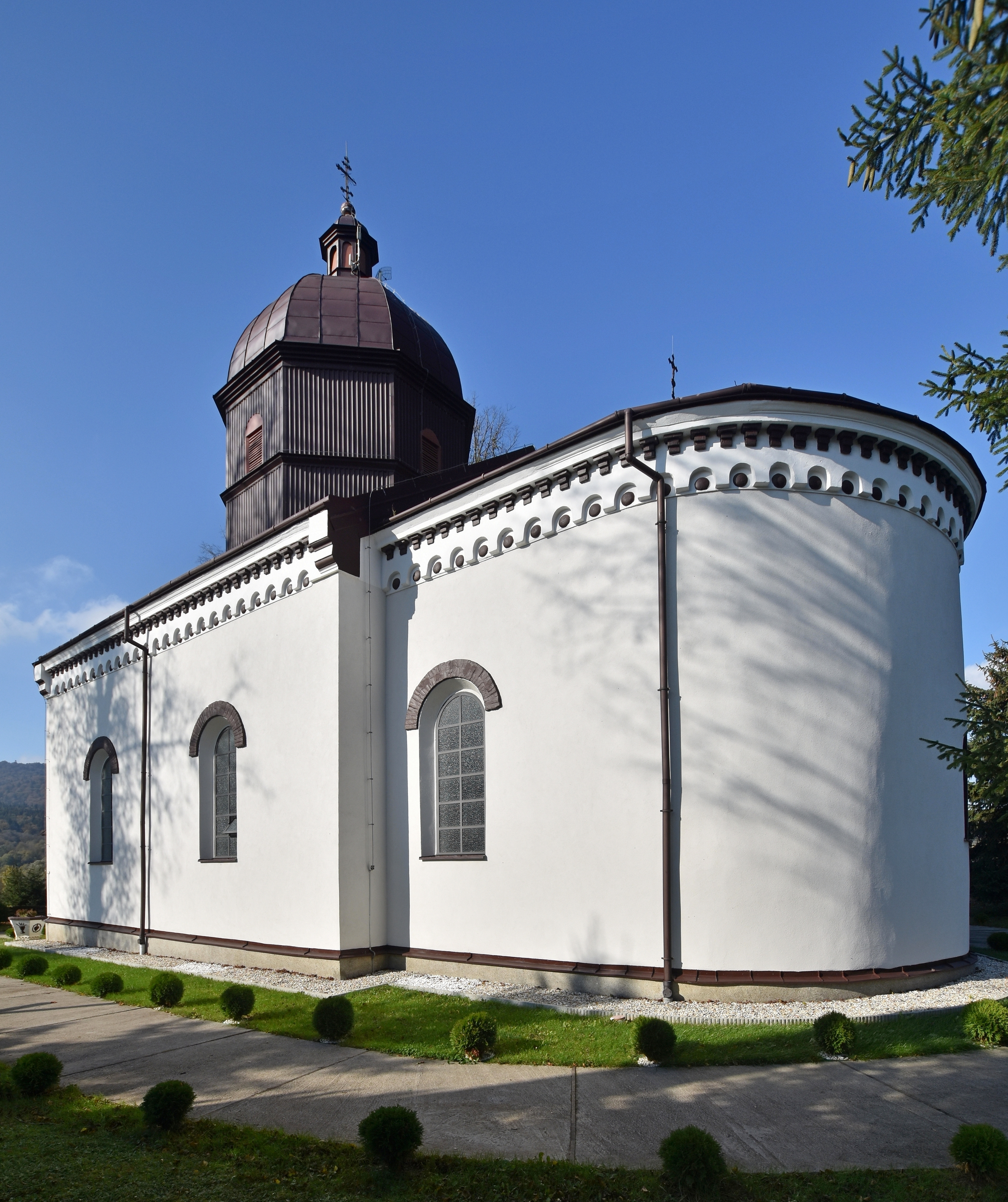
Elewacja wschodnia

## Wokół cerkwi
Obok cerkwi stała zabytkowa drewniana dzwonnica, konstrukcji słupowej z kutym żelaznym krzyżem misternej roboty, pochodząca co najmniej z XVIII wieku. W 1986 dzwonnica nie oparła się wiosennej burzy. Jej szczątki szybko uprzątnięto, a krzyż zaginął. W jej miejsce wybudowano nową, murowaną mini dzwonnicę, z dzwonem pochodzącym z dzwonnicy zburzonej. Teren przycerkiewny jest ogrodzony kamiennym murkiem.